# (8175) Boerhaave
Pour les articles homonymes, voir Boerhaave.
(8175) Boerhaave est un astéroïde de la ceinture principale.

## Description
(8175) Boerhaave est un astéroïde de la ceinture principale. Il fut découvert le 2 novembre 1991 à La Silla par Eric Walter Elst. Il présente une orbite caractérisée par un demi-grand axe de 3,01 UA, une excentricité de 0,05 et une inclinaison de 11,0° par rapport à l'écliptique.

## Compléments